# Црква Светих апостола Петра и Павла у Горњој Марићкој
Црква Светих апостола Петра и Павла у Горњој Марићкој налази се у општини Приједор, Република Српска, Босна и Херцеговина. Припада Српској православној цркви, и Епархији бањалучкој.